# 米爾扎布爾縣
米爾扎布爾縣是印度的一個縣，位於該國北部，由北方邦負責管轄，面積4,521平方公里，每年平均降雨量1,043毫米，識字率為70.38%，2011年人口2,494,533，人口密度每平方公里552人。

## 外部連結
- 官方网站

25°09′02″N 82°33′53″E / 25.150677°N 82.564807°E